# Počarová
Počarová este o comună slovacă, aflată în districtul Považská Bystrica din regiunea Trenčín. Localitatea se află la altitudinea de 383 m deasupra n.m., se întinde pe o suprafață de 2,32 km2 și în 2017 număra 139 de locuitori.

## Istoric
Localitatea Počarová este atestată documentar din 1466.

## Demografie
| An:                | 1994 | 2004   | 2014   | 2024    |
| ------------------ | ---- | ------ | ------ | ------- |
| Număr de persoane: | 137  | 145    | 140    | 158     |
| Diferență:         |      | +5,83% | −3,44% | +12,85% |

| An:                | 2023 | 2024   |
| ------------------ | ---- | ------ |
| Număr de persoane: | 148  | 158    |
| Diferență:         |      | +6,75% |